# Sonya Belousova
Sonya Belousova (née le 4 février 1990) est une compositrice et pianiste américaine d'origine russe. Reconnue comme enfant prodige, elle a remporté divers prix pour ses compositions et sa maîtrise du piano,,. Elle est connue pour avoir composé la musique de la saison 1 de la série télévisée The Witcher avec Giona Ostinelli pour laquelle elle remporte le BMI Film and TV Awards en 2021
Elle réside à Los Angeles, en Californie (États-Unis).

## Biographie
Belousova naît à Saint-Pétersbourg, en Russie. Elle commence la pratique du piano à l'âge de cinq ans et la composition musicale à l'âge de dix ans sous la direction de Zhanna Metallidi. À l'âge de huit ans, elle fait ses débuts en scène à la Chamber Hall de la Philharmonie de Saint-Pétersbourg.

## Prix et distinctions
| Année | Prix                                                                            | Catégorie                                        | Résultat                                     |
| ----- | ------------------------------------------------------------------------------- | ------------------------------------------------ | -------------------------------------------- |
| 2015  | Telly Award                                                                     | Best Use of Music (Player Piano)                 | lauréate                                     |
| 2015  | Telly Award                                                                     | Best Music Video/Concert (Player Piano)          | lauréate                                     |
| 2015  | Telly Award                                                                     | Best Online Video — Entertainment (Player Piano) | lauréate                                     |
| 2015  | Telly Award                                                                     | Best Web Series (Player Piano)                   | lauréate                                     |
| 2015  | Telly Award                                                                     | Best Entertainment (Player Piano)                | lauréate                                     |
| 2015  | Telly Award                                                                     | Best Directing (Player Piano)                    | lauréate                                     |
| 2015  | International Academy of Web Television (en) Award                              | Best Sound (Player Piano)                        | lauréate                                     |
| 2015  | International Academy of Web Television (en) Award                              | Best Variety Series (Player Piano)               | lauréate                                     |
| 2015  | International Academy of Web Television (en) Award                              | Best Directing — Non Fiction (Player Piano)      | lauréate                                     |
| 2015  | International Academy of Web Television (en) Award                              | Best Cinematography (Player Piano)               | lauréate                                     |
| 2015  | Streamy Award                                                                   | Best Independent Series (Player Piano)           | nommée                                       |
| 2015  | Geekie Award                                                                    | Best Series Non-Scripted (Player Piano)          | nommée                                       |
| 2014  | International Academy of Web Television (en) Award                              | Best New Webseries (Cosplay Piano)               | lauréate                                     |
| 2013  | Geekie Award                                                                    | Best Webseries (Cosplay Piano)                   | lauréate                                     |
| 2007  | Rodion Chtchedrine Piano And Composition Competition                            | N/A                                              | lauréate                                     |
| 2005  | International Valeri Gavriline Composition Competition I Am A Composer          | Electronic And Digital Music                     | lauréate                                     |
| 2004  | International Valeri Gavriline Composition Competition I Am A Composer          | Concert Music                                    | lauréate                                     |
| 2004  | International Anton Rubinstein Piano Competition Miniatures In Russian Music    | N/A                                              | lauréate                                     |
| 2003  | Russian Ministry of Culture Award                                               | N/A                                              | lauréate                                     |
| 2003  | International Valeri Gavriline Composition Competition I Am A Composer          | Concert Music                                    | lauréate                                     |
| 2003  | Sound & Synthesis International Music Festival                                  | N/A                                              | participation                                |
| 2002  | Sergueï Slonimski Piano And Composition Competition Little Pianist And Composer | N/A                                              | Special Prize for Best Original Compositions |

## Œuvre

### Cinéma et télévision
| Année | Titre                                                       | Réalisateur/Créateur                 | Production                                                         |
| ----- | ----------------------------------------------------------- | ------------------------------------ | ------------------------------------------------------------------ |
| 2023  | One Piece                                                   | Matt Owens et Steven Maeda           | Kaji Productions, Tomorrow Studios, Shueisha, Netflix              |
| 2015  | How Sarah Got Her Wings                                     | Gary Entin (it) et Edmund Entin (en) | MarVista Entertainment (en)                                        |
| 2015  | Christmas Trade                                             | Joel Souza                           | Brand Inc. Entertainment                                           |
| 2015  | The Boat Builder (compositrice, soliste)                    | Arnold Grossman                      | Blue Creek Pictures, Reunion Films                                 |
| 2015  | The Massively Mixed-Up Middle School Mystery (compositrice) | Will Eisenberg et Aaron Eisenberg    | Principato-Young Entertainment, Nickelodeon (chaîne de télévision) |
| 2015  | Final Stop (court métrage)                                  | Bobby Grubic                         | Artonix Studios                                                    |
| 2015  | The Remains (soliste)                                       | Thomas Della Bella                   | Diablo Entertainment, EBF Productions                              |
| 2014  | Aztec Blood (TV pilot)                                      | Clara Mamet                          | EBF Productions                                                    |
| 2014  | Indigenous (compositrice)                                   | Alastair Orr                         | Kilburn Media                                                      |
| 2014  | Two-Bit Waltz (compositrice, chef d'orchestre, soliste)     | Clara Mamet                          | EBF Productions                                                    |
| 2014  | Fit To Be Tied (court métrage)                              | Bobby Grubic                         | Artonix Studios                                                    |
| 2014  | The Parting Shot (court métrage)                            | Bobby Grubic                         | Artonix Studios                                                    |
| 2014  | Greater Goode (court métrage)                               | Jordan Wall (en)                     | Constantinos Studios                                               |
| 2014  | The Enigma of David Ellingham (court métrage)               | John-Paul Panelli                    | John-Paul Panelli                                                  |
| 2013  | Little Big Hero (court métrage d'animation)                 | Nirali Somaia                        | Nirali Somaia                                                      |
| 2013  | Trapped (court métrage)                                     | Robert Phelps                        | Artonix Studios                                                    |
| 2013  | Killer Talent (court métrage)                               | Paulina Plazas                       | CineBuff Productions                                               |
| 2013  | Terminus (court métrage)                                    | Barnett Brettler                     | Barnett Brettler                                                   |
| 2012  | Dexter Season 7 (soliste)                                   | James Manos Jr.                      | Showtime Networks (en)                                             |
| 2012  | Spinning Plates (orchestratrice, soliste)                   | Joseph Levy                          | Chaos Theory Entertainment                                         |
| 2012  | Whale Song (court métrage d'animation)                      | Nirali Somaia                        | Nirali Somaia                                                      |
| 2012  | Change To Spare (court métrage)                             | Bobby Grubic                         | Artonix Studios                                                    |
| 2012  | Band of Sisters (en) (orchestratrice)                       | Mary Fishman                         | Mary Fishman                                                       |
| 2012  | Frigid (court métrage)                                      | Jack Meggers                         | Jack Meggers                                                       |
| 2012  | The Spirit of 4/20 (court métrage)                          | Nick Weiss                           | MTV Films                                                          |
| 2019  | The Witcher (co-compositrice)                               | Lauren Schmidt Hissrich              | Mike Ostrowski                                                     |

- 2025 : Red Sonja de M. J. Bassett

### Ballet
| Première         | Titre     | Chorégraphe      | Compagnie                  | Directeur artistique |
| ---------------- | --------- | ---------------- | -------------------------- | -------------------- |
| November 1, 2014 | Surrogate | Viktor Plotnikov | Festival Ballet Providence | Mihailo Djuric       |
| March 8, 2013    | Orchis    | Viktor Plotnikov | Festival Ballet Providence | Mihailo Djuric       |

### Albums
| Année | Titre                                   | Artiste         | Producteur                                       |
| ----- | --------------------------------------- | --------------- | ------------------------------------------------ |
| 2016  | In the Making                           | Sonya Belousova | Jorge Calandrelli (en)                           |
| 2015  | Player Piano Volume I                   | Sonya Belousova | Sonya Belousova, Player Studios                  |
| 2013  | Orchis (Original Score From The Ballet) | Sonya Belousova | Sonya Belousova                                  |
| 2013  | Cosplay Piano Volume I                  | Sonya Belousova | Sonya Belousova, Stan Lee's World of Heroes (en) |